# Musée d'Art Ho-Am
Le musée d'art Ho-Am est un musée situé à Yongin, juste à côté du parc d'attractions Everland Resort, de la société Samsung Everland, et à 40 km au sud-est de Séoul en Corée du Sud. Il est ainsi dénommé en l'honneur de Lee Byung-chul, le fondateur de Samsung, dont c'était le nom de courtoisie.
C'est un musée privé qui a ouvert ses portes en avril 1982 et qui renferme 15 000 œuvres d'art. À l'extérieur se trouve le jardin Bourdelle dédié aux sculptures de cet artiste ainsi que le jardin Heewon, un jardin traditionnel coréen de 66 000 m2 basé sur les principes du chagyeong.

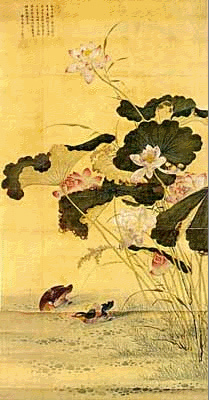
Deux canards dans une mare, peinture sur soie de Sim Sajeong (1760)

Les collections sont présentées sur deux étages dans une maison traditionnelle. Le premier étage est consacré à l'art bouddhiste ; le deuxième étage comprend la salle des peintures et de la calligraphie, la salle du céladon, la salle de la céramique buncheong et la salle de Baekje (-18 – 660), un des trois royaumes de Corée.
Le musée d'art Ho-Am est dirigé par la fondation Samsung qui entretient aussi un deuxième musée d'art au cœur de Séoul : le Leeum.